# 조지아 해리스
조지아 해리스(영어: Georgia Harris, 2004년 6월 10일~)는 오스트레일리아의 육상 선수로 주 종목은 단거리 달리기이다. 

## 경력
2023년 솔로몬 제도 호니아라에서 열린 퍼시픽 게임 여자 100m에서 금메달을 획득하였다.
2025년 독일에서 열린 하계 세계대학경기대회 여자 100m와 4×100m 계주에서 2관왕을 하였다.